# محمد باشا الأرح
محمد باشا الأرح (بالتركية: Tabanıyassı Mehmed Paşa)‏ كان الصدر الأعظم للدولة العثمانية في الفترة ما بين 18 مايو 1632 حتى 2 فبراير 1637. تُوفي في 2 فبراير 1637